# Edition Die Donau hinunter
Die Edition die Donau hinunter ist ein österreichischer Literaturverlag.

## Geschichte
Er wurde von Ruth Aspöck im Jahr 1995 in Oberösterreich und Wien gegründet. Er setzt seinen Schwerpunkt auf Literatur aus dem Donauraum, zugleich auf politisch widerständige und kritische Schriften. Regelmäßig erscheinen Anthologien mit Texten zu Flüssen, aber auch Kommentierte Neudrucke von Texten der Moderne. In dieser Reihe wurde der Roman Zucker aus Cuba von Rudolf Brunngraber 1993 neu aufgelegt. Für das Jahr 2007 plante die Edition eine Fahrradreise Die Donau hinauf (vice versa zum Verlagsnamen). An allen Stationen sollen Autoren der Edition lesen. Im Jahr 2008 stellte die Edition ihre Arbeit ein.

## Herausgeberin
Ruth Aspöck selbst hat u. a. ihren analytischen Text Wo die Armut wohnt in der Edition herausgegeben. 2005 verlegte Ruth Aspöck die Dokumentation eines Symposiums der Grazer Autorenversammlung unter dem Titel Was ist Kunst? Diskussion in Permanenz. Das Symposium fand auf der Akademie der bildenden Künste Wien unter der gemeinsamen Organisation von Gerhard Jaschke und Ruth Aspöck statt.

## Publikationen
- Ruth Aspöck: Wo die Armut Wohnt. Essay. 1992.
- Ruth Aspöck: Alles Theater? AutorInnen im Gespräch: Dokumentation einer Veranstaltungsreihe. 1992.
- Herbert W. Franke: Wege Zur Computerkunst. Kommentierte Neudrucke Von Texten Des Zwanzigsten Jahrhunderts. 1995.
- Ruth Aspöck: Gedichtet. Prosaische Lyrik. 1995.
- Ilse Kilic: L 5 / S 1. Aus der Krankheit eine Waffel Machen! Ein Bericht. 1995.
- Johann Barth: Vaters Leiden Oder Die Schikanenstory. Ein Protokollroman. 1997.
- Hahnrei Wolf Käfer: Ich Ging. Das Buch des Wandelns. 1999.
- Marlen Schachinger: Morgen, Vielleicht. 2000.
- Ruth Aspöck: Schnaitheim – Sommerheimat. 2000.
- Rolf Schwendter: Lesetheater. 2002.

## Rezensionen
- Helmuth Schönauer: Tagebuch eines Bibliothekars. Band I, 1982–1998. Sisyphus-Verlag, Klagenfurt 2015. ISBN 978-3-901960-79-6.